# Latva-Penämö
Latva-Penämö eller Latva Penäniönjärvi är en sjö i Finland. Den ligger i kommunen Ranua i landskapet Lappland, i den norra delen av landet, 700 km norr om huvudstaden Helsingfors. Latva Penäniönjärvi ligger 192 meter över havet. Arean är 49,5 hektar och strandlinjen är 3,4 kilometer lång. Sjön  ingår i Simo älvs huvudavrinningsområde. 